# Mammern
Mammern es una comuna suiza del cantón de Turgovia

## Ubicación
Situada en el distrito de Frauenfeld. Limita al norte con la comuna de Öhningen (GER-BW), al este con Steckborn, al sur con Homburg, Herdern y Hüttwilen, y al oeste con Eschenz.
Hasta el 31 de diciembre de 1992 pertenecía al distrito de Steckborn.

## Transportes
Ferrocarril
Cuenta con una estación ferroviaria en la que efectúan parada trenes de cercanías pertenecientes a la red S-Bahn San Galo.